# توم وارنر
توم وارنر (بالإنجليزية: Tom Warner)‏ هو سياسي أمريكي، ولد في 6 فبراير 1948، وتوفي في 11 يناير 2019. حزبياً، نشط في الحزب الجمهوري. وقد انتخب عضو مجلس نواب فلوريدا.